# 西岡三四郎
西岡 三四郎（にしおか さんしろう、1949年4月27日 - ）は、兵庫県洲本市出身の元プロ野球選手（投手）。

## 経歴
洲本実業高校では2年次の1966年に春季近畿大会1回戦でPL学園の加藤英治と投げ合うが惜敗し、同年の夏の甲子園県予選でも準々決勝に進むが、吉岡邦広を擁する三田学園に敗退。1年上のチームメートに後にプロで同僚となる桜井輝秀がいた。本格派右腕投手として注目を集める。
1967年も県予選で敗れ甲子園には出場できなかったが、春季兵庫大会淡路予選で完全試合を記録している。
同年のドラフト2位で南海ホークスに入団。
1968年は8月20日の東京戦（東京）で初登板・初先発を果たすが、2回で降板したため勝敗はつかなかった。9月24日の近鉄戦（日生）で初勝利を挙げた。
1969年には10勝を挙げた。
1970年には開幕投手を務める。
1973年には開幕投手の座を江本孟紀に譲ったものの、12勝を挙げてチームのリーグ優勝に貢献した。オールスターゲームにも出場し、巨人との日本シリーズでは2試合に登板。最終戦となった11月1日の第5戦（後楽園）では先発に起用されるが、1回裏に王貞治に逆転2点本塁打を喫し敗戦投手となる。
1974年のシーズン中に肩痛を発症し、3勝6敗と大きく勝ち星を減らして連続2桁勝利が5年で止まる。
1975年には症状がさらに悪化して1勝もできなかった。その頃のチームは、選手兼任監督（捕手）・野村克也の愛人である伊東芳枝が好き勝手に球団内に出入りして我が物顔で振舞い、選手起用にまで介入するようになっていた。同年秋、ついに我慢の限界に達した選手たちは、野村に対して芳枝の排除を要求するに至り、中百舌鳥球場で行われた秋季合宿の場で野村が選手に意見を求めた際に、西岡と門田博光、江本孟紀の3人が「"カゲ"の監督がいるせいで選手が気持ちよくプレーできない雰囲気になっている」という旨の発言をして現状の是正を求め、さらに11月には西岡、江本、藤原満の3人がチームを代表して、大阪市内のホテルで野村に「公私混同を止めて下さい」と直訴した。この一件で野村の怒りを買った西岡は、12月に藤沢哲也、星野秀孝との交換トレードで中日ドラゴンズに放出され、西岡と共に事件の首謀者と見なされた江本も、島野育夫らと共に阪神タイガースへと放出された。なお、野村は西岡放出の原因について、自身の不祥事には一切触れず、逆に西岡の側からある日突然「あのコーチの下ではもう限界です。トレードに出して下さい」と要求されたので「それじゃ仕方ないな。最後にうぬぼれを言わしてもらうが、お前は俺が受けているから結果が出とる。俺以外の捕手だと勝てんよ」と言った上で、本人の要求通りトレードに出したと主張している。中日では故障の影響でわずか5試合の登板にとどまり無勝利に終わった。
1977年に広岡達朗監督の要望により、金銭トレードでヤクルトスワローズへ移籍。6月5日の中日戦（ナゴヤ）に会田照夫の2番手で登板し、中継ぎで3年ぶりの勝利を挙げる。同14日の阪神戦（草薙）で移籍後初先発を果たし、6回に藤田平から1号2ラン本塁打を浴びたが2勝目をマーク。同年は3勝を記録したが、1978年には肩痛が再発して一軍で投げられず、同年限りで現役を引退。
引退後は、日本プロ野球選手会認定野球指導員として次世代選手の育成に努めながら、野球用品ブランドZeemsを立ち上げた。また、引退後に名古屋のリハビリ治療院でトレーニング理論の専門家である鈴木正之（名城大学名誉教授）に出会い、その際に鈴木に野球のトレーニングについて質問し、三時間あまり話し込んだという。西岡の話を聴いた鈴木は、西岡が肩を故障するに至った背景には現役時代の非科学的なトレーニングがあると考え、科学的なトレーニングの大切さを訴える本を執筆しようと思い立ったという。

## 選手としての特徴
独特の深い握りからの重いストレートと、3種類のスライダーを投球の軸にしていた。他にはカーブ、シュートも投げていた。若手時代は力任せのピッチングだったが、徐々に投球術を磨き、やがて「捕手ではなく、打者の打ち気を見ながら投げる」境地に達したという。バッテリーを組んでいた野村克也によれば、球速は速いほうではなかったが、球がナチュラルスライダーになる癖があり、それが有効な武器になっていたという。

## 詳細情報

### 年度別投手成績
| 年 度      | 球 団      | 登 板 | 先 発 | 完 投 | 完 封 | 無 四 球 | 勝 利 | 敗 戦 | セ 丨 ブ | ホ 丨 ル ド | 勝 率 | 打 者 | 投 球 回 | 被 安 打 | 被 本 塁 打 | 与 四 球 | 敬 遠 | 与 死 球 | 奪 三 振 | 暴 投 | ボ 丨 ク | 失 点 | 自 責 点 | 防 御 率 | W H I P |
| ---------- | ---------- | ----- | ----- | ----- | ----- | -------- | ----- | ----- | -------- | ----------- | ----- | ----- | -------- | -------- | ----------- | -------- | ----- | -------- | -------- | ----- | -------- | ----- | -------- | -------- | ------- |
| 1968       | 南海       | 7     | 3     | 0     | 0     | 0        | 1     | 1     | --       | --          | .500  | 94    | 22.0     | 22       | 4           | 5        | 0     | 0        | 9        | 0     | 0        | 9     | 9        | 3.68     | 1.23    |
| 1969       | 南海       | 29    | 24    | 9     | 1     | 0        | 10    | 7     | --       | --          | .588  | 657   | 162.1    | 133      | 6           | 50       | 2     | 2        | 70       | 2     | 0        | 53    | 44       | 2.44     | 1.13    |
| 1970       | 南海       | 31    | 27    | 6     | 3     | 1        | 10    | 9     | --       | --          | .526  | 694   | 168.0    | 154      | 14          | 52       | 1     | 2        | 62       | 2     | 0        | 78    | 70       | 3.75     | 1.23    |
| 1971       | 南海       | 37    | 24    | 10    | 4     | 2        | 12    | 14    | --       | --          | .462  | 758   | 185.1    | 179      | 16          | 40       | 2     | 0        | 78       | 2     | 0        | 76    | 72       | 3.50     | 1.18    |
| 1972       | 南海       | 29    | 26    | 5     | 0     | 1        | 11    | 13    | --       | --          | .458  | 711   | 170.1    | 160      | 19          | 58       | 4     | 5        | 46       | 3     | 0        | 75    | 67       | 3.55     | 1.28    |
| 1973       | 南海       | 30    | 27    | 10    | 1     | 0        | 12    | 8     | --       | --          | .600  | 837   | 200.1    | 203      | 15          | 54       | 1     | 7        | 55       | 0     | 3        | 79    | 65       | 2.93     | 1.28    |
| 1974       | 南海       | 19    | 18    | 3     | 0     | 0        | 3     | 6     | 0        | --          | .333  | 463   | 108.2    | 99       | 7           | 59       | 2     | 4        | 23       | 4     | 2        | 49    | 48       | 3.96     | 1.45    |
| 1975       | 南海       | 7     | 3     | 0     | 0     | 0        | 0     | 3     | 0        | --          | .000  | 108   | 25.2     | 23       | 0           | 14       | 0     | 0        | 5        | 0     | 0        | 12    | 11       | 3.81     | 1.44    |
| 1976       | 中日       | 5     | 0     | 0     | 0     | 0        | 0     | 0     | 0        | --          | ----  | 23    | 4.1      | 9        | 2           | 2        | 0     | 0        | 3        | 0     | 0        | 3     | 3        | 6.75     | 2.54    |
| 1977       | ヤクルト   | 15    | 2     | 0     | 0     | 0        | 3     | 1     | 0        | --          | .750  | 121   | 27.0     | 29       | 3           | 13       | 1     | 1        | 17       | 0     | 0        | 14    | 12       | 4.00     | 1.56    |
| 通算：10年 | 通算：10年 | 209   | 154   | 43    | 9     | 4        | 62    | 62    | 0        | --          | .500  | 4466  | 1074.0   | 1011     | 86          | 347      | 13    | 21       | 368      | 13    | 5        | 448   | 401      | 3.36     | 1.26    |

### 記録
投手記録
- 初登板・初先発：1968年8月20日、対東京オリオンズ17回戦（東京スタジアム）、2回0/3を2失点で勝敗つかず
- 初勝利・初先発勝利：1968年9月24日、対近鉄バファローズ25回戦（日本生命球場）、6回1失点
- 初完投勝利：1969年6月1日、対西鉄ライオンズ7回戦（大阪球場）、9回1失点
- 初完封勝利：1969年6月27日、対ロッテオリオンズ12回戦（大阪球場）

打撃記録
- 初本塁打：1971年4月24日、対東映フライヤーズ2回戦（後楽園球場）、9回表に宮崎昭二から2ラン

その他の記録
- 開幕投手：3回（1970年 - 1972年）
- オールスターゲーム出場：1回 （1973年）

### 背番号
- 13（1968年 - 1970年、1978年）
- 18（1971年 - 1975年）
- 19（1976年）
- 59（1977年）